# Acroloxus coloradensis
Espèce
Statut de conservation UICN

 NT  : Quasi menacé
Acroloxus coloradensis est un mollusque gastéropode nord-américain.